# 人民議會 (緬甸)
人民議會，是1974年至1988年期間緬甸聯邦社會主義共和國的一院制立法機關。它根據1974年《緬甸憲法》成立，在1988年被解散後由國家和平与發展委員會取代之。
1962年奈溫奪取政府控制權後成立聯邦革命委員會，1962年至1974年沒有立法機關。根據1974年的憲法，人民議會的代表亦是緬甸社會主義綱領黨的成員，每個議員都是四年任期。